# Közép-Szerbia

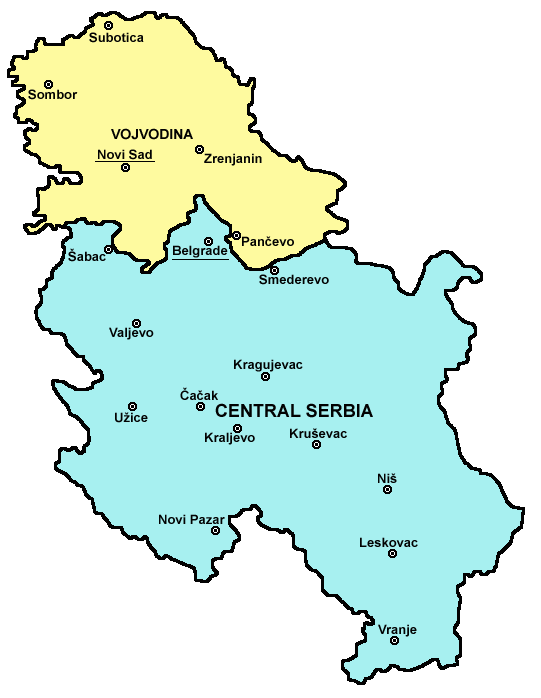
Szerbia részei

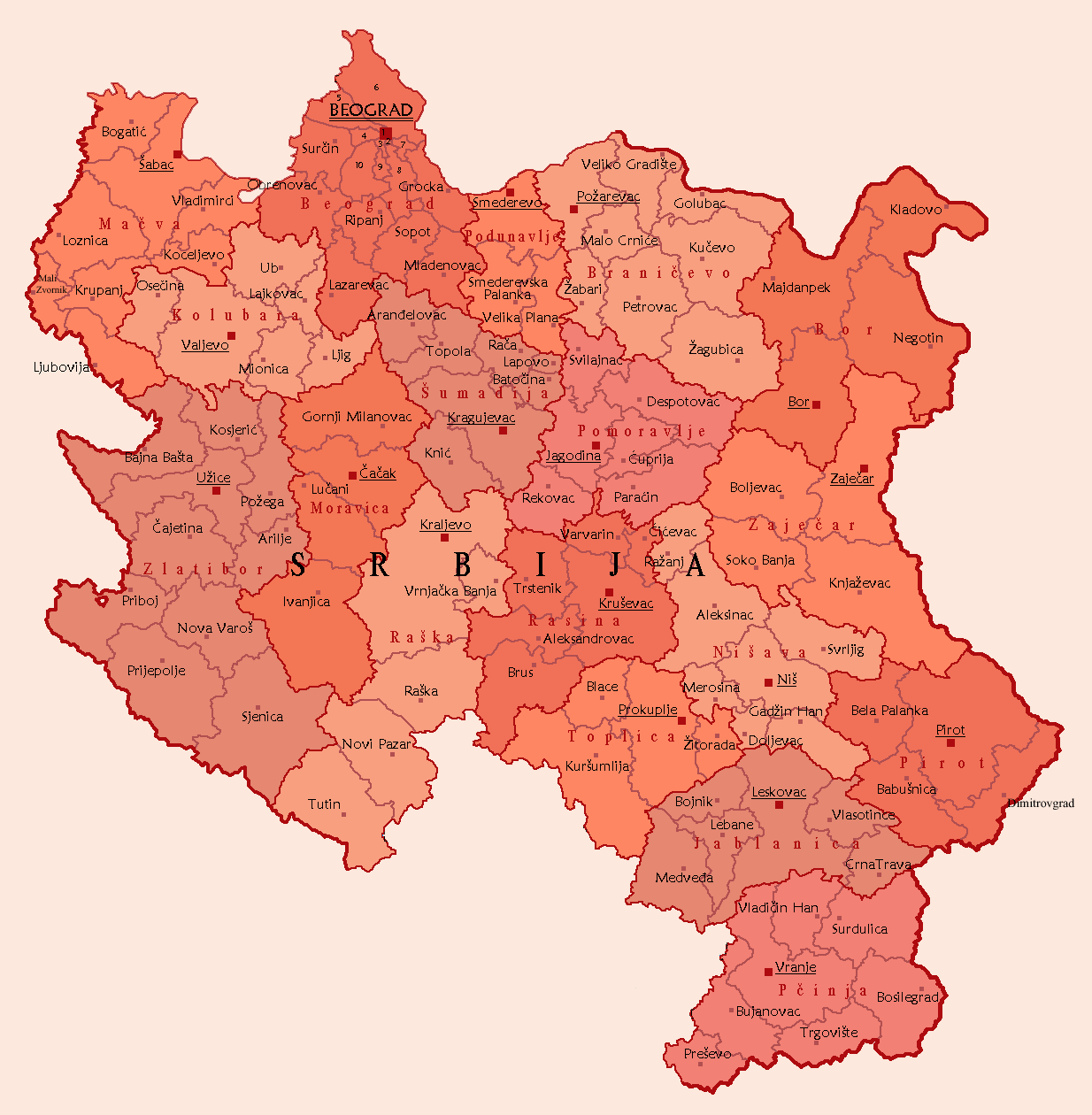
Belső-Szerbia térképe

Közép-Szerbia vagy Belső-Szerbia (szerbül Централна Србија / Centralna Srbija) a szerb állam történelmi része. Határa északon a  Vajdaság Autonóm Tartomány, nyugaton Bosznia-Hercegovina, délnyugaton Montenegró, délen Koszovó és Macedónia, keleten Bulgária és Románia.
Közép-Szerbia központja és székhelye Belgrád (amely az egész szerb állam fővárosa).

## Körzetek
A régió területe Belgrád mellett még 17 körzetre van felosztva, amelyek további községekre oszlanak.
- Belgrád főváros
- Bor körzet
- Braničevo körzet
- Jablanica körzet
- Kolubara körzet
- Mačva körzet
- Moravica körzet
- Nišava körzet
- Pčinja körzet
- Pirot körzet
- Podunavlje körzet
- Pomoravlje körzet
- Rasina körzet
- Raška körzet
- Šumadija körzet
- Toplica körzet
- Zaječar körzet
- Zlatibor körzet

## Legnagyobb városok
A 2002-es népszámlálás szerint:
- Belgrád – 1 280 600 fő
- Niš – 173 400 fő
- Kragujevac – 146 000 fő
- Leskovac – 94 758 fő
- Čačak – 73 200 fő
- Szendrő – 62 700 fő
- Valjevo – 61 400 fő
- Kraljevo – 57 800 fő
- Kruševac – 57 400 fő
- Užice – 55 000 fő
- Vranje – 55 000 fő
- Šabac – 54 800 fő
- Novi Pazar – 54 600 fő

## Nemzetiségek
A 2002-es népszámlálás szerint:
- Szerbek – 4 891 031 fő (89,48%)
- Bosnyákok – 135 670 fő (2,48%)
- Cigányok – 79 136 fő (1,45%)
- Albánok – 59 952 fő (1,10%)
- Vlachok – 39 953 fő (0,73%)
- Montenegróiak – 33 536 fő (0,61%)
- Jugoszlávok – 30 840 fő (0,56%)
- Bolgárok – 18 839 fő (0,34%)
- Muzulmánok – 15 869 fő (0,29%)
- Macedónok – 14 062 fő (0,26%)
- Horvátok – 14 056 fő (0,26%)
- egyéb.

## Lásd még
- Szerbiai körzetek
- Szandzsák (régió)